# Thrasya axillaris
Thrasya axillaris là một loài thực vật có hoa trong họ Hòa thảo. Loài này được (Swallen) A.G.Burm. ex Judz. miêu tả khoa học đầu tiên năm 1990.